# Communauté de communes du Sancerrois
Pour les articles homonymes, voir Cœur de France.
La communauté de communes du Sancerrois est une ancienne communauté de communes française, située dans le département du Cher.
En janvier 2017, la communauté de communes Pays Fort Sancerrois Val de Loire est créée à partir de la fusions des trois intercommunalités Cœur du Pays Fort, Haut-Berry - Val de Loire et du Sancerrois.

## Composition
| Nom                     | Code Insee | Gentilé        | Superficie (km2) | Population (dernière pop. légale) | Densité (hab./km2) |
| ----------------------- | ---------- | -------------- | ---------------- | --------------------------------- | ------------------ |
| Sancerre (siège)        | 18241      | Sancerrois     | 16,27            | 1 444 (2014)                      | 89                 |
| Bué                     | 18039      | Buétons        | 6,30             | 331 (2014)                        | 53                 |
| Crézancy-en-Sancerre    | 18079      | Crézancyniens  | 18,92            | 475 (2014)                        | 25                 |
| Couargues               | 18074      | Couarguais     | 11,62            | 200 (2014)                        | 17                 |
| Feux                    | 18094      | Feuxois        | 27,46            | 336 (2014)                        | 12                 |
| Gardefort               | 18098      |                | 8,44             | 148 (2014)                        | 18                 |
| Jalognes                | 18116      |                | 28,09            | 297 (2014)                        | 11                 |
| Menetou-Râtel           | 18144      | Monastéliens   | 28,01            | 490 (2014)                        | 17                 |
| Ménétréol-sous-Sancerre | 18146      |                | 5,67             | 323 (2014)                        | 57                 |
| Sens-Beaujeu            | 18249      | Sembeljoutains | 21,54            | 402 (2014)                        | 19                 |
| Saint-Bouize            | 18200      |                | 14,97            | 325 (2014)                        | 22                 |
| Saint-Satur             | 18233      | Gordoniens     | 7,86             | 1 487 (2014)                      | 189                |
| Sury-en-Vaux            | 18258      | Surycéens      | 15,82            | 712 (2014)                        | 45                 |
| Thauvenay               | 18262      |                | 9,86             | 344 (2014)                        | 35                 |
| Verdigny                | 18274      | Verdignaciens  | 4,99             | 315 (2014)                        | 63                 |
| Veaugues                | 18272      | Valgiciens     | 27,92            | 697 (2014)                        | 25                 |
| Vinon                   | 18287      | Vinonnais      | 18,01            | 307 (2014)                        | 17                 |

## Historique
- 31 décembre 2016 : disparition de la communauté de communes qui fusionne avec deux autres EPCI pour former la communauté de communes Pays Fort Sancerrois Val de Loire.